# Северна зеба
Северна зеба (лат. Fringilla montifringilla) је мала птица певачица из породице зеба Fringillidae. Распрострањена је и миграторна птица, често се виђа у веома великим јатима.

## Таксономија
Северну зебу је формално описао Карл фон Лине у 10. издању своје „Systema Naturae“ 1758. године под њеним садашњим биномним именом, Fringilla montifringilla. Montifringilla потиче од латинских речи mons, montis mountain и fringilla зеба. Енглески назив „bramlyng“ (Bram „гласан“ + lyng „плућа“) користио је 1544. године енглески природњак Вилијам Тарнер, али касније у 16. веку коришћен је садашњи правопис „brambling. Етимологија имена је неизвесна јер птица није повезана са купином или обичном купином Rubus fruticosus.

## Опис
Северна зеба је сличне величине и облика као зеба (Fringilla coelebs). Мужјаци северне зебе у гнездећем перју су веома препознатљиви, са црном главом, тамним горњим делом тела, наранџастим грудима и белим стомаком. Женке и млађе птице су мање изражене и по изгледу сличније неким зебама. Међутим, у свим перјима, северне зебе се разликују од зеба по бројним карактеристикама:
- Северна зеба има бели надрепак, док је код обичне зебе сивозелен
- Груди су наранџасте боје, у контрасту са белим стомаком, код северне зебе, док је код обичне зебе доњи део тела уједначеније обојен, ружичаст или жућкасто-смеђкаст
- Лопатично перје северне зебе је наранџасто, док је код обичне зебе сиво или сиво-смеђе
- бокови су код северне зебе тамно пегави, а код зебе једнобојни
- Северним зебама недостају бела спољна репна пера као код обичних зеба

Додатна разлика за сва перја осим мужјака у гнездећем перју је боја кљуна - жута код северне зебе, тамно ружичаста код обичне зебе (мужјаци северне зебе у гнездећем перју имају црне кљунове, обичне зебе у одговарајућем перју имају сиве кљунове.
Мере :
- Дужина : 16 цм[10]
- Тежина : 23-29 г[10]
- Распон крила : 25-26 цм[11]

## Распрострањеност и станиште
Сверна зеба је широко распрострањена птица, током сезоне гнежђења, у шумама северне Европе и источно преко Палеарктика . Миграторна је птица, зимујући у јужној Европи, северној Африци, северној Индији, северном Пакистану, Кини и Јапану. Често лута на Аљаску током миграције и постоје раштркани записи широм северних Сједињених Држава и јужне Канаде. Глобална популација северних зеба је од 100 до 200 милиона, са трендом смањења.
Отворене четинарске или брезове шуме су пожељне за гнежђење.

### Миграција
Северна зеба је скоро у потпуности миграторна. У Европи формира велика јата зими, понекад са хиљадама или чак милионима птица у једном јату. Таква велика окупљања се дешавају посебно ако има пуно буковог стабала. Северним зебама нису потребнн букова стабла зими, али зимска јата северних зеба ће се кретати док га не пронађу. Ово може бити адаптација како би се избегла конкуренција са обичном зебом.

## Понашање

### Гнежђење
Северне зебе се први пут гнезде када напуне годину дана. Гнездо се обично поставља високо на дрвету, уз дебло. Гради га женка и састоји се од спољашњег слоја који може да садржи лишајеве, траву, врес, паучину и траке коре са брезе или клеке. Обложен је перјем, меком травом и длаком. Јаја се полажу у дневним интервалима. Легло обично садржи 5-7 јаја. Боја им варира од светлоплаве до тамно маслинасто смеђе и имају ружичасте до рђастоцрвене мрље и пеге. У просеку су величине 19,4 мм x  14,5 мм и имају тежину од 2,14 г. Почевши од последњег положеног јајета, женка их инкубира, а излегу се након 11-12 дана. Младунце хране и брину оба родитеља, а добијају комплетно перје након 13-14 дана. Често се узгаја само једно легло годишње, али на северозападу Русије могу се узгајати два легла.
Гнезда могу бити уништена од стране црне вране (Corvus corone) и сибирске креје (Perisoreus infaustus). Гнезда често паразитира обична кукавица (Cuculus canorus).

### Исхрана и храњење
Северне зебе се углавном хране семенкама зими, али инсектима лети.